# Bryant's Cove
Bryant's Cove es un pueblo canadiense situado en la provincia de Terranova y Labrador.

## Superficie
Bryant's Cove tiene una superficie de 4,9 km².

## Demografía
En 2021, tenía 343 habitantes, una densidad poblacional de 70 hab./km², y 149 viviendas.